# Jean Le Lan
Jean Le Lan, né le 10 janvier 1937 à Paris 6e et mort le 1er janvier 2017 à Longjumeau (Essonne), est un coureur cycliste français, professionnel de 1960 à 1963.

## Palmarès
- 1959
  - 2e de Paris-Dreux
- 1960
  - 3e du Tour de Picardie
- 1961
  - 2ea étape du Tour de Champagne (contre-la-montre par équipes)

## Résultats sur les grands tours

### Tour de France
1 participation
- 1962 : 85e

### Tour d'Italie
1 participation
- 1961 : 91e